# Niophis coptorhina
Niophis coptorhina är en skalbaggsart som beskrevs av Bates 1867. Niophis coptorhina ingår i släktet Niophis och familjen långhorningar. Inga underarter finns listade i Catalogue of Life.